# Supercoppa islandese 2020 (pallavolo maschile)
La Supercoppa islandese 2020, 4ª edizione della Supercoppa nazionale di pallavolo maschile, si è svolta dall'11 al 13 settembre 2020: al torneo hanno partecipato cinque squadre di club islandesi e la vittoria finale è andata per la terza volta consecutiva al KA Akureyri.

## Regolamento
La formula ha previsto:
- Fase a gironi, giocata con girone unico, con gara di sola andata: le prime due classificate hanno acceduto alla finale, mentre la terza e la seconda classificata hanno acceduto alla finale per il terzo posto.
- Finale per il terzo posto, giocata in gara unica.
- Finale, giocata in gara unica.

## Squadre partecipanti
- Afturelding
- Fylkir
- HK Kópavogur
- KA Akureyri
- Þróttur Neskaupstað

## Torneo

### Fase a gironi

#### Risultati
| 11 settembre 2020 Íþróttahöllin, Akureyri Durata: 0h:51 - Spettatori: ? | KA Akureyri         | 1 - 2 | Þróttur Neskaupstað | 25-20, 23-25, 12-15 |
| 11 settembre 2020 Íþróttahöllin, Akureyri Durata: 0h:38 - Spettatori: ? | HK Kópavogur        | 2 - 0 | Fylkir              | 25-23, 25-17        |
| 12 settembre 2020 Íþróttahöllin, Akureyri Durata: 0h:46 - Spettatori: ? | KA Akureyri         | 0 - 2 | Afturelding         | 20-25, 16-25        |
| 12 settembre 2020 Íþróttahöllin, Akureyri Durata: 0h:57 - Spettatori: ? | Þróttur Neskaupstað | 1 - 2 | HK Kópavogur        | 25-23, 20-25, 15-17 |
| 12 settembre 2020 Íþróttahöllin, Akureyri Durata: 0h:44 - Spettatori: ? | Fylkir              | 0 - 2 | KA Akureyri         | 16-25, 23-25        |
| 12 settembre 2020 Íþróttahöllin, Akureyri Durata: 0h:37 - Spettatori: ? | Þróttur Neskaupstað | 0 - 2 | Afturelding         | 13-25, 24-26        |
| 12 settembre 2020 Íþróttahöllin, Akureyri Durata: 0h:47 - Spettatori: ? | HK Kópavogur        | 0 - 2 | KA Akureyri         | 23-25, 23-25        |
| 12 settembre 2020 Íþróttahöllin, Akureyri Durata: 0h:37 - Spettatori: ? | Afturelding         | 2 - 0 | Fylkir              | 25-14, 25-22        |
| 12 settembre 2020 Íþróttahöllin, Akureyri Durata: 0h:50 - Spettatori: ? | Fylkir              | 2 - 1 | Þróttur Neskaupstað | 25-21, 22-25, 15-6  |
| 12 settembre 2020 Íþróttahöllin, Akureyri Durata: 0h:41 - Spettatori: ? | Afturelding         | 2 - 0 | HK Kópavogur        | 25-16, 25-23        |

#### Classifica
| Pos. | Squadra             | Pt | G | V | P | SV | SP | Ratio | PF  | PS  | Ratio |
| ---- | ------------------- | -- | - | - | - | -- | -- | ----- | --- | --- | ----- |
| 1.   | Afturelding         | 12 | 4 | 4 | 0 | 8  | 0  | MAX   | 201 | 148 | 1,358 |
| 2.   | KA Akureyri         | 7  | 4 | 2 | 2 | 5  | 4  | 1,250 | 196 | 195 | 1,005 |
| 3.   | HK Kópavogur        | 5  | 4 | 2 | 2 | 4  | 5  | 0,800 | 200 | 200 | 1,000 |
| 4.   | Þróttur Neskaupstað | 4  | 4 | 1 | 3 | 4  | 7  | 0,571 | 209 | 238 | 0,878 |
| 5.   | Fylkir              | 2  | 4 | 1 | 3 | 2  | 7  | 0,285 | 177 | 202 | 0,876 |

      Qualificata alla finale.
      Qualificata alla finale per il terzo posto.

### Finale 3º posto
| 13 settembre 2020 KA heimilið, Akureyri Durata: 1h:08 - Spettatori: 20 | HK Kópavogur | 3 - 0 | Þróttur Neskaupstað | 25-22, 25-16, 25-22 |

### Finale
| 13 settembre 2020 KA heimilið, Akureyri Durata: 1h;46 - Spettatori: 35 | Afturelding | 2 - 3 | KA Akureyri | 23-25, 22-25, 25-22, 25-18, 12-15 |

## Classifica finale
| Pos.               | Squadra             |
| ------------------ | ------------------- |
| Islanda (bandiera) | KA Akureyri         |
| 2                  | Afturelding         |
| 3                  | HK Kópavogur        |
| 4                  | Þróttur Neskaupstað |
| 5                  | Fylkir              |